# Rogata paprat
Rogata paprat (lat. Platycerium), biljni rod iz porodice osladovki smješten u potporodicu Platycerioideae. Postoji desetak vrsta raširenih po Africi, jugoistočnoj Aziji, i dijelovima Europe, Sjeverne i Južne Amerike i Australije.
Rastu kao epifiti

## Vrste
1. Platycerium alcicorne Desv.
2. Platycerium andinum Baker
3. Platycerium bifurcatum (Cav.) C.Chr.
4. Platycerium coronarium (Konig) Desv.
5. Platycerium × elemaria Hoshiz. & M.G.Price
6. Platycerium elephantotis Schweinf.
7. Platycerium ellisii Baker
8. Platycerium grande (A.Cunn.) J.Sm.
9. Platycerium hillii T.Moore
10. Platycerium holttumii Joncheere & Hennipman
11. Platycerium madagascariense Baker
12. Platycerium quadridichotomum (Bonap.) Tardieu
13. Platycerium ridleyi Christ
14. Platycerium stemaria (Beauv.) Desv.
15. Platycerium superbum Joncheere & Hennipman
16. Platycerium veitchii (Underw.) C.Chr.
17. Platycerium wallichii Hook.
18. Platycerium wandae Racib.